# Meister des Sassenberg-Altars
Als Meister des Sassenberg-Altars wird der namentlich nicht bekannte Maler bezeichnet, der um 1517 die Bilder des sogenannten Sassenberger Altars gemalt hat. Dieser Flügelaltar ist nach seinem Herkunftsort benannt, der Schlosskapelle des Schlosses Sassenberg in der Stadt Sassenberg im Münsterland, und gibt auch dem Meister seinen Notnamen. Der Meister des Sassenberg-Altars soll zwischen 1486 und 1517 in Südniedersachsen und Westfalen tätig gewesen sein und 1508 einen weiteren Passionsaltar für den Dom in Halberstadt gemalt haben.
Die Bilder des Sassenberg-Altars sind in Öl auf Eichenholz gemalt. Sie zeigen auf drei Flügeln in der Innenseite Szenen aus Leben, Passion und Auferstehung Christi. Auf der Außenseite sind Maria und der heilige Georg dargestellt. Der Altar befindet sich heute in Münster im Landesmuseum für Kunst und Kulturgeschichte als Dauerleihgabe des Westfälischen Kunstvereins.